# Thinorycter chlamydatus
Thinorycter chlamydatus är en skalbaggsart som beskrevs av Semenov och Reichardt 1925. Thinorycter chlamydatus ingår i släktet Thinorycter och familjen Aphodiidae. Inga underarter finns listade i Catalogue of Life.